# Saint-Jean-de-Moirans
Saint-Jean-de-Moirans è un comune francese di 3 074 abitanti situato nel dipartimento dell'Isère della regione dell'Alvernia-Rodano-Alpi.

## Società

### Evoluzione demografica
Abitanti censiti